# Дэчан
Дэча́н (кит. упр. 德昌, пиньинь Déchāng) — уезд Ляншань-Ийского автономного округа провинции Сычуань (КНР).

## История
Уезд был выделен в 1945 году из уезда Сичан и вошёл в состав провинции Сикан; название было образовано из первых иероглифов существовавших здесь областей Дэчжоу (德州) и Чанчжоу (昌州). В 1950 году уезд вошёл в состав Специального района Сичан (西昌专区). В 1955 году провинция Сикан была расформирована, и Специальный район Сичан был передан в состав провинции Сычуань. В 1959 году уезд Дэчан был присоединён к уезду Сичан, но в 1962 году был восстановлен. В 1970 году Специальный район Сичан был переименован в Округ Сичан (西昌地区).
В 1978 году Округ Сичан был расформирован, и уезд Дэчан вошёл в состав Ляншань-Ийского автономного округа.

## Административное деление
Уезд Дэчан делится на 11 посёлков, 8 волостей и 2 национальные волости.

## Экономика
В уезде развиты сельское хозяйство (рис) и пищевая промышленность.